# Phillip Boa and the Voodooclub
Phillip Boa and the Voodooclub est un groupe allemand de rock, originaire de Dortmund. 

## Histoire
Phillip Boa and the Voodooclub est formé en 1985 par Phillip Boa. Les autres membres de la première heure du groupe étaient Pia Lund, Voodoo et Der Rabe. La même année, le groupe sort son premier album, Philister. Philister est sorti sur le label JA! Music et se hisse dans les charts indie allemands. À partir de 1986, Philister est vendu dans toute l'Europe par le biais du label Red Flame. Phillip Boa and the Voodooclub publie son deuxième album, Aristocracie, sur le label Constrictor, le propre label de Phillip Boa. Il est produit par Eroc, un élève du producteur Conny Plank. Cet album jouit d'une popularité croissante, il se trouve ainsi à la 10e place du classement du magazine de musique indépendant Spex de l'année 1986. Il connaît un succès particulier en Grande-Bretagne. Depuis 1987, le groupe fait des tournées en Europe. Phillip Boa and the Voodooclub signe ensuite un contrat avec le label Polydor, sur lequel sortirent les albums suivants, Copperfield et Hair. En 1989, le single Container Love leur permet d'obtenir un succès commercial et une reconnaissance internationale. En 1991, l'album Helios (ou un rare double album) est publié sur Polydor.
Après l'album Boaphenia (sorti en 1993 sur le label Polydor), Phillip Boa se consacre à son projet metal Voodoocult. D'autres albums (God en 1994, She en 1996, et Lord Garbage en 1998) sortent par la suite sur Motor Music. Après le départ de Pia Lund entre 1997 et 2003, Alison Galea du groupe maltais Beangrowers la remplace et assure les parties vocales aiguës. Les Beangrowers sont encouragés par Phillip Boa et se produisent vers 2000 en première partie des tournées de Phillip Boa and the Voodooclub. Depuis 2001, des « concerts cultes » ont lieu chaque année à la période de Noël, trois soirs de suite, au Moritzbastei de Leipzig (« Les légendaires concerts de Noël »),,.
Entre 2000 et 2003, Phillip Boa and the Voodooclub publie au total trois albums sous le label Sony/BMG-RCA (My Private War en 2000, The Red en 2001, C 90, 2003). En 2005, l'album Decadence and Isolation sort sur le label Motor Music, renouant avec le son des années 1980 de groupes tels que The Cure et Joy Division.
Le 10 août 2018, le nouvel album studio Earthly Powers sort via Cargo Records et atteint (malgré un refus de streaming musical) la troisième place du classement des albums allemands, le meilleur classement de l'histoire du groupe. L'album est composé et enregistré en grande partie à Londres, au Royaume-Uni, produit par David Vella et Boa. L'album est mixé par Ian Grimble aux Church Studios, Londres, connus pour son travail pour les Manic Street Preachers, Mumford and Sons, Daughter ou Temples. Le mastering est réalisé aux Power Station Studios, New York, par Fred Kevorkian (The National, Sonic Youth, The White Stripes) : « Earthly Powers sonne de manière fantastique, offre des chansons géniales. C'est un album varié, plein de petites histoires, toutes enveloppées dans des chansons fortes, qui mènent à un nouveau sommet artistique ».
Le 12 mai 2023, Boaphenia - 30 Jahre Jubiläumsedition sort avec de nouvelles chansons. Elle sort en double vinyle 2LP ainsi qu'en mini-pack 2CD et en édition deluxe EarBook, comprenant au total quatre CD, un livre de photos à couverture rigide de 52 pages et un single vinyle.

## Style musical
Le style du groupe se situe entre rock indépendant, new wave, pop et punk britannique. La formation est également appréciée par la scène gothique. Le groupe est connu pour ses textes très métaphoriques et abstraits. À part la chanson Der Himmel, publiée sur un EP en 2005, toutes les chansons du groupe sont en anglais. Le chant très monotone et sombre de Phillip Boa s'oppose au chant très émotionnel et haut de la chanteuse Pia Lund, ce qui est devenu la marque de fabrique du groupe, qui possède un style unique et remarquable qui le distingue des autres formations du même genre. Après avoir atteint la première place des charts alternatifs allemands avec les albums Philister et Aristocracie, le groupe connait ses plus grands succès vers la fin des années 1980 et le début des années 1990 avec les albums Hair, Hispañola, Helios et Boaphenia et les singles Kill Your Ideals, Container Love, This is Michael et And then She Kissed Her. 

## Voodoocult
Après la sortie de l'album Boaphenia, Phillip Boa forme en 1994 le projet metal Voodoocult afin de s'orienter vers d'autres genres de musique. Les deux albums Jesus Killing Machine et Voodoocult comportent des éléments thrash metal, doom metal et rock alternatif. Le premier album connut un grand succès, notamment grâce à la participation de musiciens célèbres tels que Waldemar Sorychta, Dave Ball, Dave Lombardo et Mille Petrozza. Pour le deuxième album, ainsi que pour les concerts qui ont suivi sa sortie, le line-up fut totalement modifié, seuls Dave Ball et Phillip Boa étant toujours présents, et le groupe n'avait plus le statut de projet mais de vrai groupe avec des membres permanents, moins connus. Le groupe décide de se séparer en 1996, et Phillip Boa se préoccupe davantage de son groupe Phillip Boa and the Voodooclub, avec lequel il fait un retour en 2000 après la sortie d'un album solo (Lord Garbage en 1998).

## Membres
- Phillip Boa - chant, guitare
- Thari Kaan - chant, multi-instrumentiste
- Thilo Ehrhardt - guitare basse
- Moses Pellberg - batterie et percussions
- Toett - keyboards et percussions
- Oliver Klemm - guitare

## Discographie

### Albums studio
- 1985 : Philister (Ja! Musik) (1er place des charts allemands indépendants)
- 1986 : Aristocracie (Constrictor) (1er place des charts allemands indépendants)
- 1988 : Copperfield (Polydor) (53e place des charts allemands[11])
- 1989 : Hair (Polydor) (23e place des charts allemands[11])
- 1990 : Hispañola (Polydor) (14e place des charts allemands[11])
- 1991 : Helios (Polydor) (20e place des charts allemands[11])
- 1993 : Boaphenia (Polydor) (15e place des charts allemands[11])
- 1994 : God (Motor Music) (23e place des charts allemands[11])
- 1996 : She (Motor Music) (32e place des charts allemands[11])
- 1998 : Lord Garbage (Motor Music) (22e place des charts allemands[11])
- 2000 : My Private War (RCA/BMG) (23e place des charts allemands[11])
- 2001 : The Red (RCA/BMG) (59e place des charts allemands[11])
- 2003 : C 90 (RCA/BMG) (46e place des charts allemands[11])
- 2005 : Decadence and Isolation (Motor Music) (40e place des charts allemands[11])
- 2007 : Faking to Blend In (Motor Music)  (59e place des charts allemands[11])
- 2009 : Diamonds Fall (Rough Trade)  (45e place des charts allemands[11])
- 2012 : Loyalty (Cargo Records)  (13e place des charts allemands[11])
- 2014 : Bleach House (Cargo Records) (7e place des charts allemands[11])
- 2016 : Fresco (Capitol Records) (8e place des charts allemands[11])
- 2018 : Earthly Powers (Cargo Records)

### Samplers, live et rééditions
- 1986 : Philistrines (Red Flame, UK)
- 1989 : 30 Years of Blank Expression (DiDi, GRC)
- 1991 : Live! Exile on Valletta Street (Polydor)
- 1994 : Hidden Pearls (Fanclub Release)
- 1996 : Hidden Pearls and Spoken Words (Fanclub Release)
- 1997 : Fine Art on Silver (best of) (Motor Music) (28e place des charts allemands)
- 1998 : Master Series (best of) (réédition sous le titre Fine Art on Silver) (Motor Music)
- 2001 : Singles Collection 1985–2001 (best of) (RCA/BMG)
- 2005 : BOA Best Singles (Remastered) (best of)  (Polydor/Universal)
- 2006 : Copperfield (Remastered) (Polydor/Universal)
- 2006 : Hair (Remastered) (Polydor/Universal)
- 2006 : Hispañola (Remastered) (Polydor/Universal)
- 2010 : The Malta Tapes, Vol. 1 (Constrictor)
- 2010 : Live! Exile on Strait Street (Constrictor)
- 2011 : Helios (Remastered) (Vertigo/Universal)
- 2011 : Boaphenia (Remastered) (Vertigo/Universal)
- 2013 : Reduced! (A More or Less Acoustic Performance) (Constrictor)
- 2015 : Aristocracie (Remastered) (Constrictor)
- 2016 : Blank Expression: A History of Singles 1986-2016 (Capitol/Universal) – charts allemands #8